# Rudnica (województwo lubuskie)

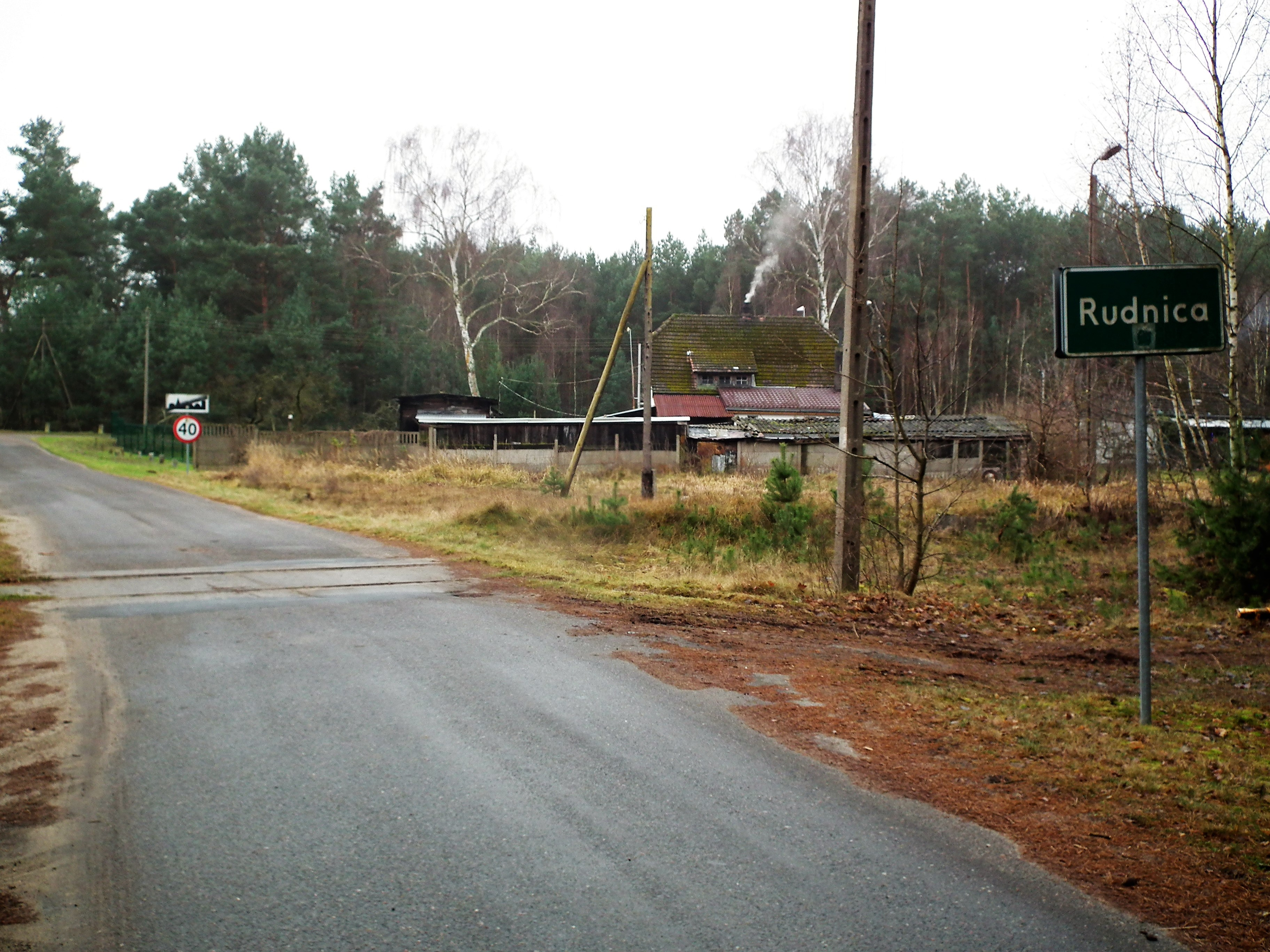
Fragment wsi

Rudnica – wieś w Polsce położona w województwie lubuskim, w powiecie sulęcińskim, w gminie Krzeszyce. W latach 1975–1998 miejscowość położona była w województwie gorzowskim. 

## Historia
Zarówno polska nazwa wioski jak i niemiecka (Hammer) nawiązują do tego, iż wydobywano i przetapiano tu rudę żelaza.
Wieś powstała na obszarze, który w XV w. należał do Wielkopolski. Sama Rudnica należała zaś do Brandenburgii. Obecna wieś wzięła początek od kuźnicy założonej w połowie XVI w. na gruntach wsi Kołczyn (stąd osada-kuźnica nosiła nazwę Neuen Koltzschen). W 1580 kuźnicę nazwano die Rede. Nazwa Hammer zaczęła funkcjonować w XIX w., zaś majątek rycerski otrzymał miano: Hammer-Koltschen. Głównym właścicielem ówczesnych ziem był płk. Arenda von Waldow, a współwłaścicielami: ppłk. Adam Christoph von Waldow, ppłk. Friedrich Sigismund von Waldow, kpt. Karl Andersen von Maxen oraz Sebastian von Waldow. W latach 1772–72 Rudnicę wraz z częścią Kołczyna nabył Karl Sigismund von Reitzenstein, lecz na skutek małżeństwa jego córki Ernestine von Reitzenstein z Carlem Ernestem Christianem von Waldow, wieś wróciła w ręce Waldowów. Rezydencja szlachecka w Rudnicy powstała po wojnie trzydziestoletniej. Jako siedziba rycerska została wspomniana w 1724. Do XVIII w. Rudnica wchodziła w skład majątku Kołczyn, określanego jeszcze w 1792 jako Waldower Gestift oder Kolschenschen Territirium. W 1715 do posiadłości tych włączono powstałe w XV i XVI w. osady: Rudnica, Brzozowa (Neuwalde), Stobno (Stubbenhgen), Maszków (Neudorf) i Rudna (Rauden). W 1775 w ramach odszkodowania przyznano majątkowi kolonie Włotów (Lossow) i Krzyszczyzna (Cocceji). Do majątku w Rudnicy w 1718 należało 5 łanów chłopskich. W 1785 w folwarku Hammerhof mieszkało 10 rodzin chałupników. Na przełomie XVIII/XIX w. folwark podupadł i przekształcił się w leśną osadę, Altenhof. Początek obecnej wsi dała kuźnica, od której przepływająca przez wieś Lubniewka (Muhlenfließ) wzięła lokalną nazwę: Hammerfließ. 

## Zabytki
Do wojewódzkiego rejestru zabytków wpisany jest:
- kościół ewangelicki, obecnie rzymskokatolicki filialny pod wezwaniem Świętej Rodziny, z 1910 roku.

inne obiekty:
- nieczynna stacja kolejowa łącząca Gorzów Wielkopolski z Sulęcinem[6].

## Kultura
Od 1964 w Rudnicy działa Zespół Ludowy "Rudniczanka", mający na swoim koncie pokaźny dorobek artystyczny. Jego zadaniem jest podtrzymywanie i rozwój tradycji ludowych, a także występy na przeglądach zespołów kulturalnych i wszelkiego rodzaju imprezach kulturalnych. Kierownikiem zespołu była śp. Barbara Badurko, a jego opiekunem Grzegorz Zawadzki, dyrektor GOK. Tradycje kulturalne jak i ludowe podtrzymuje również dziecięcy zespół "Leśne Duszki".

## Sport
W Rudnicy ma siedzibę Klub Sportowy „Kosmos 78” Rudnica, który został założony w 1978 roku i występuje w słubickiej grupie A-klasy.